# 正定县
正定县在中国河北省西南部，是石家庄市下辖的一个县，位于石家庄市北12公里。正定于1994年被授予国家历史文化名城称号，境内古建筑丰富多彩，全县共有10处全国重点文物保护单位。縣人民政府駐常山西路1號。

## 历史沿革
春秋时，鲜虞国在此建都。战国时，先后属于中山国和赵国。秦置东垣县；西汉改为真定县，为真定国都；东汉建武十三年（37年）真定国废入常山郡；曹魏真定县始为常山郡治；北魏属定州常山郡；北齐仍为常山郡治；唐宋为镇州倚郭县，唐朝安史之乱后为割据的成德军节度使驻地；宋末镇州升为真定府，河北西路的治所；金因之；元为真定路倚郭县；明为真定府倚郭；清雍正元年（1723年）为避帝讳改为正定县，为正定府倚郭；现属河北省石家庄市。

## 歷史
922年九月廿九，晉軍主帥李存審（符存審）攻破鎮州，割據當地的張處瑾、張處球及弟張處琪及張文禮妻（未知是否張處瑾兄弟之母）被俘押送至李存勖處，應赵國人請求，斬為肉泥（趙人請而醢之），張文禮的屍體在市上被車裂，赵國滅亡。
1126年，金軍攻佔真定府，宋知府李邈被俘，不屈而死。元代葛逻禄乃贤所著《河朔访古记》中曾有记载：“大抵真定极为繁丽者，盖国朝与宋约同灭金，蔡城既破，遂以上地归宋，人民则国朝尽迁于此，故汴梁、郑州之人多居真定，于是有故都之遗风焉。

## 人口
根據第七次人口普查數據，截至2020年11月1日零時，正定縣常住人口為549321人。

## 行政区划
正定县下辖2个街道办事处、3个镇、5个乡：
诸福屯街道、三里屯街道、正定镇、新城铺镇、新安镇、南岗镇、曲阳桥镇、南牛镇、南楼乡和西平乐乡。

## 经济
正定地形皆为平原，经济以农业为核心。主产小麦、玉米、大豆、花生等，并已初步形成了农业产业化链条。工业主要有化工、制药等产业。

## 交通
正定境内有石家庄国际机场，还有京广铁路、石太铁路、石德铁路、石太客运专线、京广高速铁路、 京石高速公路和石太高速公路穿越。其中京广高速铁路在距离石家庄机场三公里处设有正定机场站。
- 338国道过境。

市内交通方面，石家庄地铁1号线在正定县境内设有4站：会展中心、商务中心、园博园、福泽站，均位于县城东侧。

## 文化和旅游

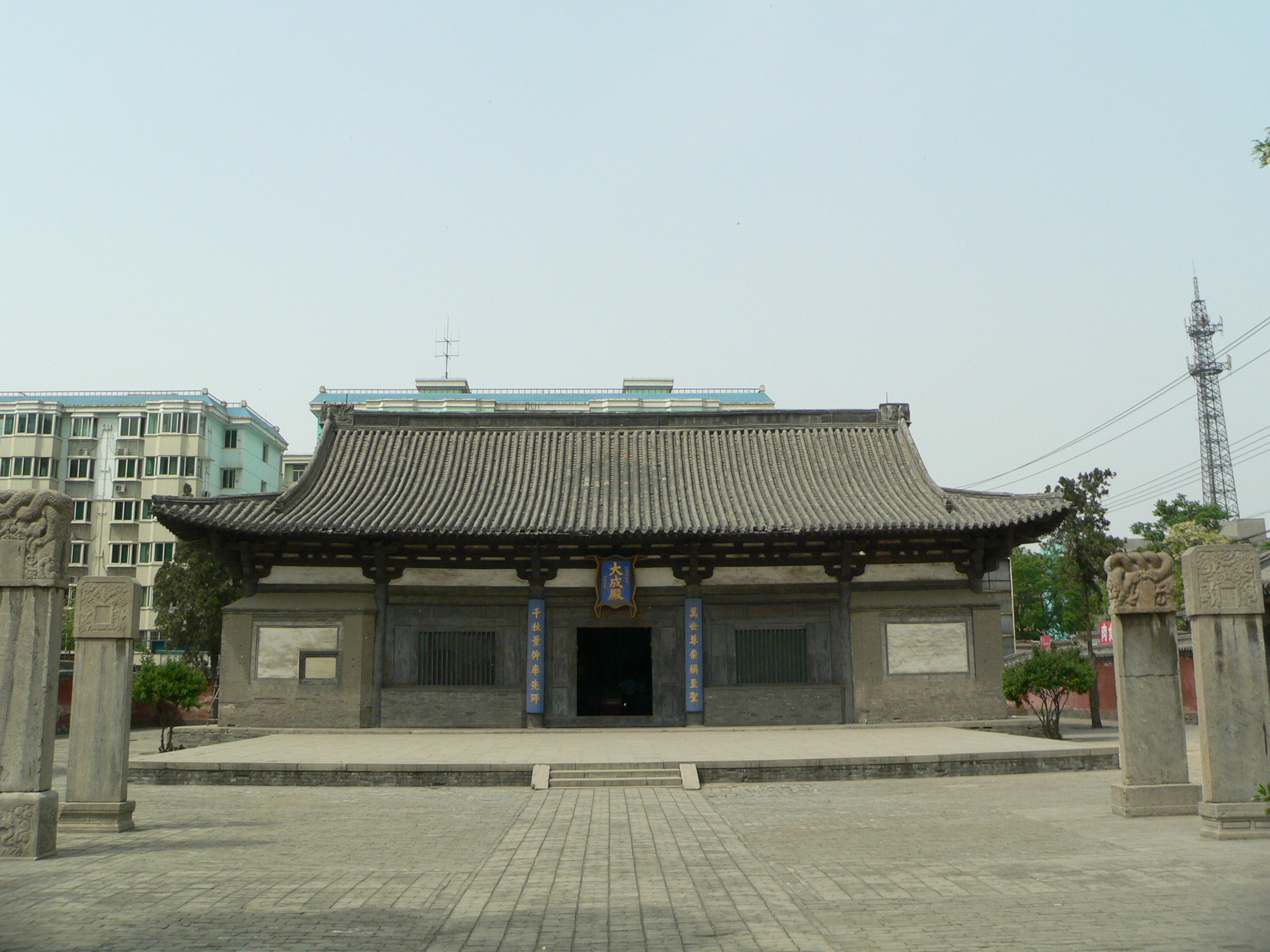
正定县文庙大成殿

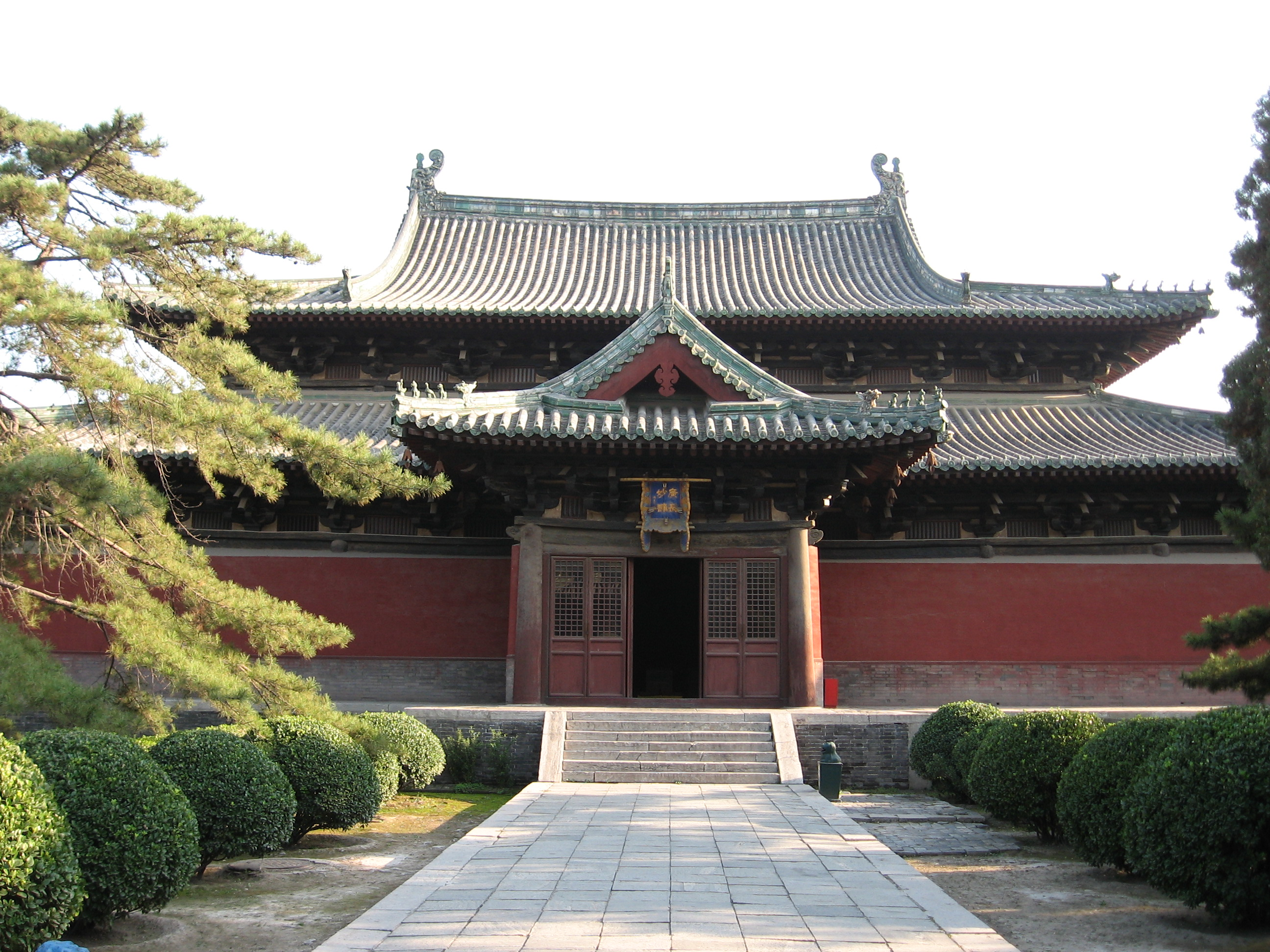
正定隆兴寺摩尼殿

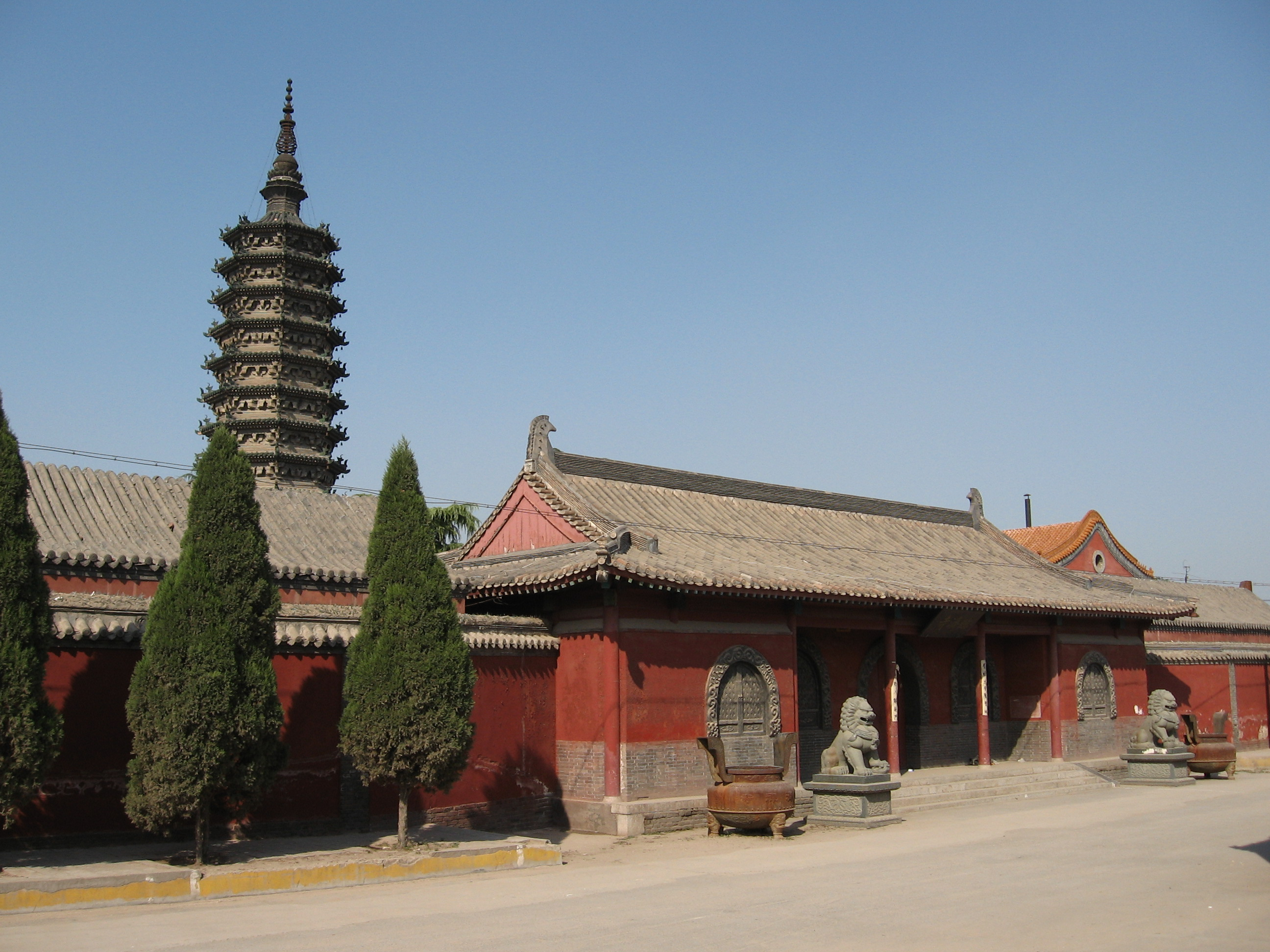
临济寺山门和澄灵塔

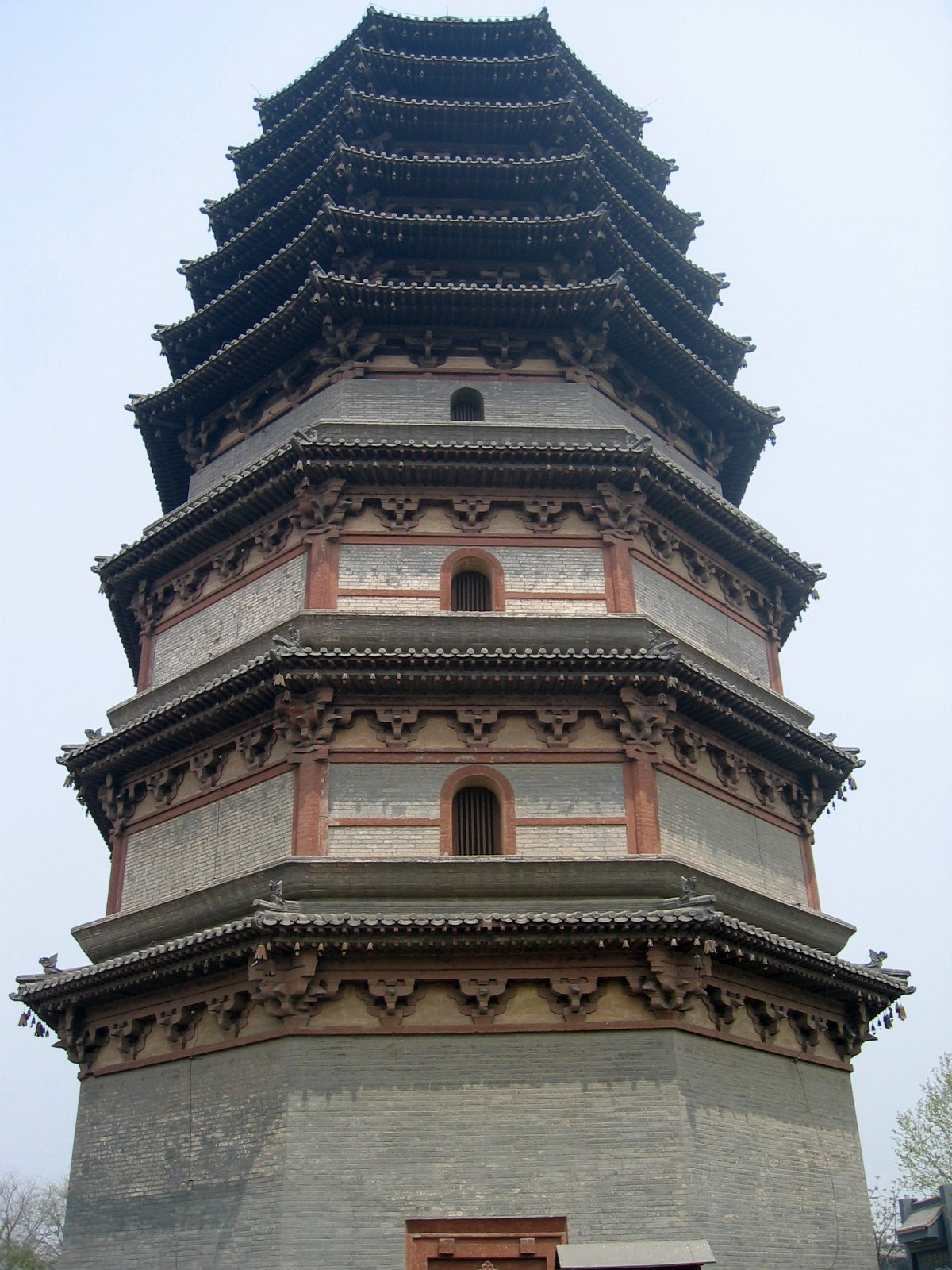
凌霄塔

### 古建筑
正定在古代一直是河北地区重要的商埠，城内古建筑极多，有“九楼四塔八大寺，二十四座金牌楼”的说法。全县共有10处全国重点文物保护单位，其数量在中国所有县、县级市和地級市辖区中位居并列第十二。

#### 全国重点文物保护单位
- 正定县文庙
  - 正定文庙大成殿：建于晚唐，面宽5间，进深3间，单檐歇山顶，是中国国内现存文庙建筑中时代最早的一座。
- 正定府文庙
- 隆兴寺，又称大佛寺，龙藏寺，龙兴寺，始建于隋朝
  - 摩尼殿
  - 转轮藏殿
  - 大悲阁千手千眼观音像，为大悲阁内四十二臂观音，
  - 多尊唐宋铸造的佛像，均为稀世珍宝。人称“沧州狮子定州塔，正定菩萨赵州桥”。
  - 龙藏寺碑，又称《正定府龙兴寺碑》，全称《恒州刺史鄂国公为国劝造龙藏寺碑》，楷书，为书法爱好者喜爱。
- 临济寺则为佛教临济宗的发祥地。这些文物对研究中国古代的建筑、宗教和文化，都具有极高的参考价值，
  - 临济寺澄灵塔，俗称青塔，始建于唐朝咸通八年（867年），现存塔身建于金大定二十五年（1185年）是一座砖仿木结构密檐式塔，九层高是十丈，实测30.47米，平面呈八角形。
- 广惠寺
  - 广惠寺华塔，又称花塔，多宝塔，始建于唐朝乾元元年（785年），金代大定年间重修，现为金代遗物。
- 天宁寺
  - 天宁寺凌霄塔，始建于唐朝永泰元年（765年），为一砖木混合结构楼阁式塔，平面呈八角形，高九层41米。天宁寺凌霄塔采用塔心柱，在中国建筑史上占有重要的地位。现在的塔三层以上的部分是于1981年按照金代的风格重新修建的。
- 开元寺，原名净观寺，后改名解慧寺，位于正定县常胜街西侧，始建于南北朝时期，清朝后期损毁，现只剩钟楼和须弥塔。
  - 钟楼，始建于东魏兴和二年（540年），唐朝乾宁五年（898年）重修，是唯一现存的唐代钟楼的实例。钟楼为两层结构，高14米，平面呈四方形，面宽和进深各三间，屋顶为青瓦重檐歇山顶。梁思成在《中国建筑史》中认为“外檐下层似为金元样式，上层则清代所修”。斗拱雄伟是唐代木构建筑的一个特征。
  - 开元寺须弥塔，始建于唐朝貞觀十年（636年）,为一密檐式塔，平面为正方形，高九层39．5米。是叠涩出檐的典范。
- 大唐清河郡王纪功载政之颂碑
- 正定城墙
- 正定梁氏宗祠

#### 河北省文物保护单位
- 正定城：始建于北周，明代改建。城门采用了三重城垣，目前基本格局尚存。
- 西洋村遗址
- 小客遗址
- 新城铺遗址
- 正定王氏家族墓地

### 仿古建筑
- 荣国府、宁荣街

此外，中国中央电视台为拍摄电视连续剧《红楼梦》，在城区搭建了荣国府仿古建筑群，目前也已成为一大景点。
- 赵云庙

### 非物质文化遗产
- 常山战鼓
- 跑竹马
- 正定高照(中幡)
- 真定府马家卤鸡
- 正定宋记八大碗
- 正定腊会
- 龙狮道具制作技艺
- 正定三角村高跷
- 正定子龙醉酒（银光）

### 国家乒乓球训练基地
中国国家乒乓球队训练基地也设在此，其前身为1974年由留村小学体育教师王庆广成立的留村乒乓球业余体校，1984年习近平担任正定县委书记期间主张将其由留村迁往正定县城，1986年完成搬迁（留村乡后来被划入裕华区，2007年3月撤乡）。